# Touchstone Pictures
Touchstone Pictures és una empresa de cinema depenent de Walt Disney Pictures, encarregada de comercialitzar les pel·lícules dirigides al públic adult de la companyia des de 1984.

## Algunes pel·lícules famoses
- Splash
- Baby: Secret of the Lost Legend
- El color dels diners
- Three Men and a Baby
- Good Morning, Vietnam
- Qui ha enredat en Roger Rabbit?
- Cocktail
- Dead Poets Society
- Pretty Woman
- Dick Tracy
- Father of the Bride
- Sister Act
- Alive
- Quan un home estima una dona (When a Man Loves a Woman)
- Two Much
- Up Close & Personal
- Phenomenon
- Ransom
- Con Air
- Starship Troopers
- L'home que xiuxiuejava als cavalls
- Armageddon
- Runaway Bride
- Pearl Harbor (pel·lícula)
- Sweet Home Alabama
- Apocalypto